# Xiaomi Mi Smart Band
Xiaomi Mi Smart Band – smartband, seria inteligentnych opasek chińskiego producenta Xiaomi.

## Generacje wraz ze specyfikacją
- Xiaomi Mi Smart Band 6 – premiera fit bransoletki odbyła się w Chinach 29 marca 2021 roku. Opaska jest dostępna od 2 kwietnia 2021 roku w Chinach[1]. Ma 1,56-calowy, pojemnościowy wyświetlacz AMOLED o rozdzielczości 152 × 486 pikseli, całodobowy monitor pracy serca i czujnik Sp02. Jest również wyposażona w wariant NFC[2].
  - Wyświetlacz: 1,56 cala; AMOLED; dotykowy
  - Głębia koloru: 16 bitów
  - Jasność wyświetlacza: 450 nitów
  - Rozdzielczość: 152x486 pikseli (bez ramek)
  - Przyciski: Pojedynczy przycisk dotykowy (wybudzenie, cofnięcie)
  - Łączność: Bluetooth v5.0 BLE; NFC (w modelu XMSH11HM)
  - Masa: 11,9 g (XMSH10HM) lub 12,1 g (w wersji z NFC – XMSH11HM)
  - RAM: 512 KB
  - ROM: 16 MB
  - Akumulator: LiPo, 125 mAh (do 14 dni działania)
  - Czujniki: 3-kierunkowy akcelerometr, 3-kierunkowy żyroskop, pulsometr (monitor pracy serca – PPG) SpO2, pojemnościowy czujnik zbliżeniowy, barometr
  - Wodoodporność: 50 metrów do 30min w wodzie słodkiej, 5 atmosfer
  - Zgodność: Współpracuje z systemem Android 5.0 (lub nowszym) oraz z iOS (iPhone)
  - GPS: Brak
  - Kompatybilność z silikonowym etui z poprzednią generacją (Xiaomi Mi Band 5)

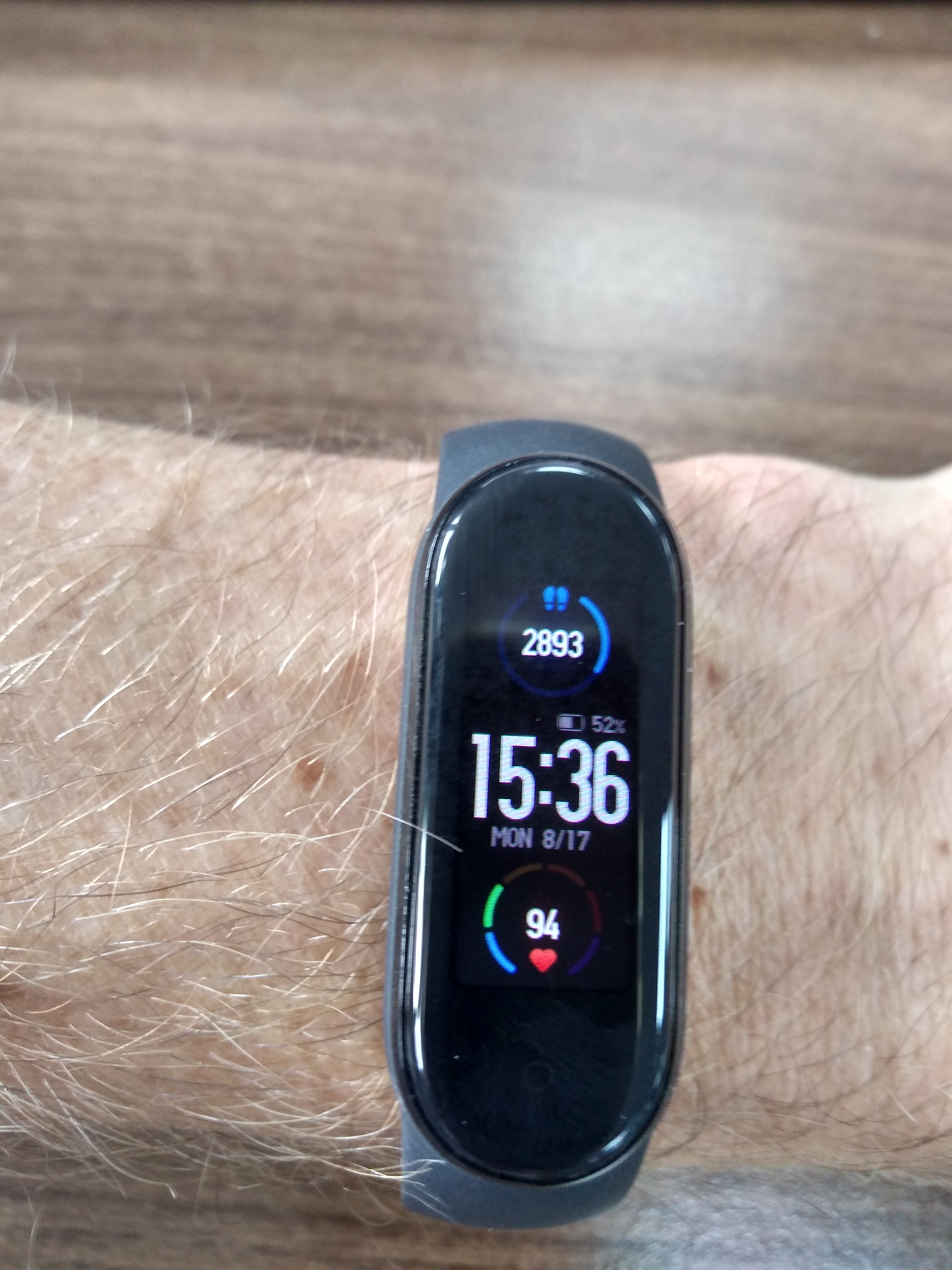
Xiaomi Mi Fit 5

- Xiaomi Mi Smart Band 5[3][4] – opaska zapowiedziana w Chinach 11 czerwca 2020, a 15 lipca 2020 na świecie[5]. Ma 1,1-calowy wyświetlacz AMOLED o rozdzielczości 126x294 i oferuje całodobowe monitorowanie tętna z 50% dokładniejszym czujnikiem PPG niż jego poprzednik – Xiaomi Mi Band 4. Obsługuje magnetyczną stację ładującą, która podobno jest łatwiejsza w użyciu niż ładowarki poprzedniej generacji. Wersja z obsługą NFC ma również wbudowany mikrofon dla asystenta Xiao[6].
  - Wyświetlacz: 1,1 cala; AMOLED; dotykowy
  - Głębia koloru: 16 bitów
  - Jasność wyświetlacza: do 450 nitów
  - Rozdzielczość: 126x294 pikseli
  - Przyciski: Pojedynczy przycisk dotykowy (wybudzenie, cofnięcie)
  - Łączność: Bluetooth 5.0 BLE; NFC (w modelu XMSH11HM)
  - Masa: 11,9 g (XMSH10HM) lub 12,1 g (w wersji z NFC – XMSH11HM)
  - RAM: 512 KiB
  - ROM: 16 MiB
  - Akumulator: LiPo, 125 mAh
  - Czujniki: akcelerometr, żyroskop, pulsometr (monitor pracy serca – PPG), pojemnościowy czujnik zbliżeniowy
  - Wodoodporność: do 50 metrów, 5 atmosfer

- Xiaomi Mi Smart Band 4[7] – opaska zapowiedziana w Chinach 11 czerwca 2019[8] i dzień później w Europie[9]. Wydana w Chinach 16 czerwca 2019[10], a w Europie 26 czerwca 2019[11]. Zawiera m.in. dotykowy, kolorowy wyświetlacz AMOLED, oraz pulsometr (nadgarstkowy o dokładności zbliżonej do piersiowego)[12], zapisujący historię przez całą dobę. Opaska jest wyposażona w funkcję płatności zbliżeniowych, funkcjonującą tylko w Chinach.Xiaomi Mi Band 4

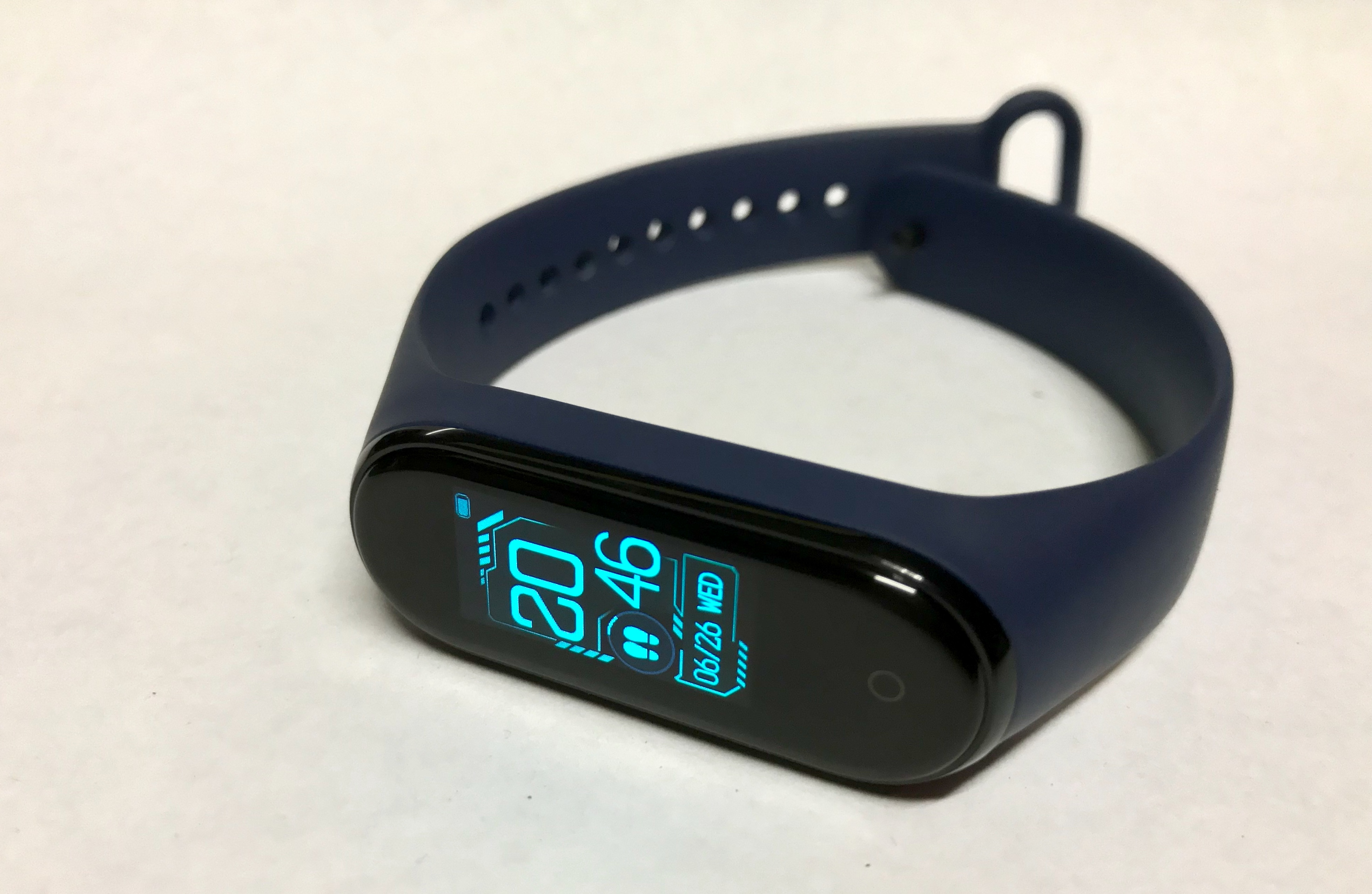
Xiaomi Mi Band 4

  - Wyświetlacz: 0,95 cala; AMOLED; dotykowy
  - Głębia koloru: 24 bity
  - Jasność wyświetlacza: do 400 nitów
  - Rozdzielczość: 128×240 pikseli
  - Przyciski: Pojedynczy przycisk dotykowy (wybudzenie, cofnięcie)
  - Łączność: Bluetooth 5.0 BLE; NFC w niektórych modelach (W Chinach)[13][14]
  - Masa: 22,1 g
  - RAM: 512 KiB
  - ROM: 16 MiB
  - Akumulator: LiPo, 135 mAh, wystarcza na 20 dni działania, czas ładowania poniżej 2 godzin
  - Czujniki: 3-osiowy akcelerometr, 3-osiowy żyroskop, pulsometr (monitor pracy serca – PPG), pojemnościowy czujnik zbliżeniowy
  - Wodoodporność: do 50 metrów, 5 atmosfer
  - Możliwość zmiany tapety (motywu) na opasce dzięki aplikacji Mi Fit lub innej aplikacji w której są watchface’y (czyt. Łoczfejsy) stworzone przez innych użytkowników i gotowych do zainstalowania na opaskę.